# Personal Recordings 1946-1970
Personal Recordings 1946-1970 ist ein Jazzalbum von Lennie Tristano. Die von 1946 bis 1970 entstandenen Aufnahmen erschienen im Dezember 2021 auf Mosaic Records in Kooperation mit Dot Time Records. Lennie Tristano spielte in verschiedenen Konfigurationen von Solo-, Duo, Trio- bis Sextettaufnahmen.

## Hintergrund
Personal Recordings 1946-1970 ist eine aus 74 Stücken bestehende Anthologie, bestehend aus Aufnahmen, die in Tristanos Wohnung entstanden und die noch nie zuvor veröffentlicht wurden. Sie umfassen 24 Jahre seiner musikalischen Vision, notierte George W. Harris, von traditionellem Stride Piano über Bop bis hin zu Post-Bop und sehr frühen Stadien des sogenannten „Free Jazz“. Es enthält Sessions mit Solo-Piano, Trio-Sessions mit Billy Bauer und ein Sextett mit Musikern wie dem Altsaxophonisten Lee Konitz, den Tenorsaxophonisten Warne Marsh und Zoot Sims. Außerdem wurden eine „Live“-Trio-Session-Sammlung aus Long Island von 1946/47 mit dem Bassisten Arnold Fishkin und dem Gitarristen Billy Bauer eingeschlossen, die sich nun auf einer CD findet. Eine andere Platte enthält wiederum Tristano mit dem Bassisten Peter Ind und entweder Tom Wayburn oder Al Levitt am Schlagzeug. Aus den 1960er-Jahren gibt es außerdem einige Trio- und Duo-Aufnahmen mit dem Bassisten Sonny Dallas und dem Schlagzeuger Nick Stabulas („I Should Care“). Das Album endet mit einem Gig aus dem Jahr 1962 im The Half Note mit Tristano, Zoot Sims, Konitz, Sonny Dallas und Stabulas, mit Stücken wie „Swingin' at Half Note“, „Lennie's Dream“ und „Hudson Street“.

## Die „Personal Recordings“ Sessions

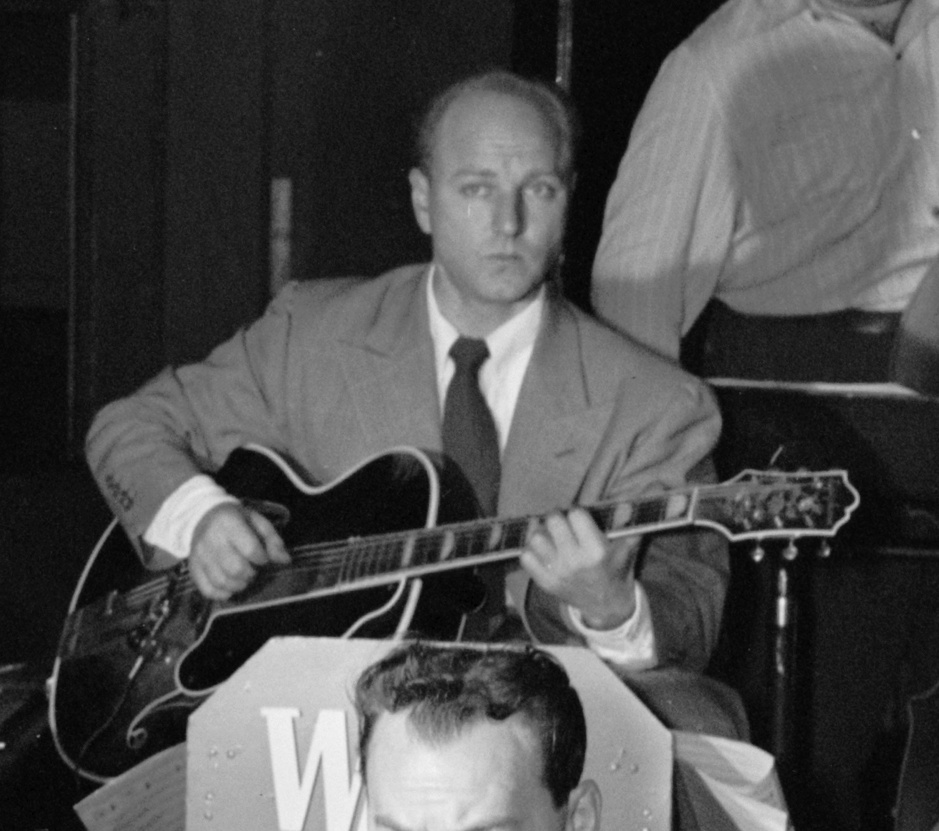
Billy Bauer, 1946
Fotografie von William P. Gottlieb

- Die erste CD enthält ein Potpourri von Tristano-Live-Mitschnitten, begleitet von einer Reihe verschiedener Musiker zwischen 1946 und 1948. Tristano trat in verschiedenen Besetzungen in Veranstaltungsorten in Manhattan und auf Long Island auf. In manchen Fällen hört es sich an, als ob das Aufnahmegerät gestoppt und gestartet wurde, um lediglich das Pianospiel Tristanos einzufangen.

- Auf der zweiten CD spielt Tristano 1952 solo in Rudy Van Gelders Studio, das sich im Haus von dessen Eltern in Hackensack, New Jersey, befand. Die CD enthält des Weiteren Aufnahmen Tristanos, die er 1961 allein in seinem Heimstudio in der Palo Alto Street in Queens mitschnitt; dazu gehören die Interpretationen von „When Your Lover Is Gone“, „Foolish Again“ und die „Thursday Suite“.

- Die dritte CD enthält Aufnahmen Tristanos mit Lee Konitz (Altsaxophon), Warne Marsh (Tenorsaxophon), Billy Bauer (Gitarre), Arnold Fishkin (Bass) und Jeff Morton (Schlagzeug) aus den Jahren 1949 und 1950, aufgenommen an drei verschiedenen Orten. Beim Konzert in der Carnegie Hall im Dezember 1949 spielte Joe Shulman am Bass anstelle von Fishkin.

- Die vierte CD entstand Mitte der 1950er-Jahre und enthält Proben in Tristanos Studio in der 317 E. 32nd Street in Manhattan. Er spielte mit Peter Ind (Bass) und mit Tom Wayburn (Schlagzeug) auf einer Reihe von Stücken, während der zweite Teil Aufnahmen mit Al Levitt (Schlagzeug) enthält. Zu den Stücken gehörten „Lennie's Lines“, „There Will Never Be Another You“ und „Lennie's Place“.

- Die fünfte CD präsentiert undatierte Sessions mit dem Bassisten Sonny Dallas in den Studios E. 32nd Street in Manhattan und in Queens. „Due Days“ ist eine Bearbeitung Tristanos von „Day by Day“; in „Dream Sequence“ spielte er Akkordwechsel aus „You Stepped Out of a Dream“ von Nacio Herb Brown von 1940, und „Friends“ basiert auf „Just Friends“ von 1931.

- Die sechste und letzte CD enthält drei Live-Mitschnitte. Die ersten Stücke, die 1948 aufgenommen wurden, präsentieren Konitz, Marsh, Bauer und Tristano in Lennies Wohnsitz in Flushing, Queens. Der zweite Teil besteht aus Aufnahmen des Lennie Tristano Trio mit Sonny Dallas am Bass und Nick Stabulas am Schlagzeug, die 1962 im New Yorker Jazzclub The Half Note aufgenommen wurden. Die dritte Gruppe von Stücken umfasst Aufnahmen Tristanos mit Konitz, Zoot Sims (ts), Sonny Dallas, Nick Stabulas im The Half Note im Jahr 1962.

Jerry Roche von Dot Time Records überwachte die Veröffentlichung der Edition mit sechs CDs, und das Material wurde von Lenny Popkin, einem mit Tristano befreundeten Tenorsaxophonisten, restauriert. Popkin spielte mit dem Pianisten und wirkte bei drei der Tracks der Box mit. Die 74 Stücke der Edition waren von Tristano nicht für die kommerzielle Veröffentlichung vorgesehen. Einige wurden auf der Bühne mit einfacher Ausrüstung ohne Rücksicht auf den Klangqualität aufgenommen, höchstwahrscheinlich waren spätere Aufnahmen entstanden, um die Darbietungen zu bewerten. Andere Stücke wurden im Studio aufgenommen, so dass man davon ausgehen kann, dass es sich um Übungs- oder Aufwärmübungen handelte, notierte Marc Myers.

## Titelliste
- Lennie Tristano: Personal Recordings 1946-1970 (Mosaic Records MD6-272)[3]

### CD1 (Lennie Tristano Trio with Billy Bauer)
1. – Rhythm 3:22
2. Lennie's Song 4:12
3. Surrender 3:14
4. Stream Line 2:42
5. Day and Night 3:12
6. Rhapsody 3:16
7. Three for Tea 4:42
8. Streamin' 7:09
9. Depend on Me 7:19
10. Just Fine 5:59
11. September Rain 4:21
12. Mystery 2:04
13. Under Your Spell 3:19
14. Cosmology 2:34
15. Restoration 2:33

### CD2(Lennie Tristano Solo)
1. Spectrum 1:52
2. New Pennies 5:14
3. Lennie's Blues 4:18
4. Dusk 2:39
5. These Foolish Things (Harry Link, Jack Strachey) 3:04
6. Tania's Dance 1:51
7. Call It Love 4:36
8. C Minor Fantasy 1:48
9. No Foolin' 3:34
10. When Your Lover Has Gone (Einar Aaron Swan) 2:32
11. Bud-Line 1:39
12. Studio Time Medley 4:42
13. Palo Alto Days 2:52
14. Foolish Again 2:17
15. The Avenue 1:43
16. Thursday Suite: Sonnet 4:35
17. Thursday Suite: Swing Time 3:26
18. Thursday Suite: Love Chords 3:57

### CD3(Lennie Tristano Sextet)
1. Live Free 1:58
2. Sound-Lee 9:47
3. Lennie's Changes 0:27
4. Ice Cream Konitz 10:03
5. Fishin' Around 11:15
6. Band Excerpt 5:17
7. You Go to My Head (J. Fred Coots) 4:39
8. Sax of a Kind 5:20

### CD4(Lennie Tristano Trio)
1. Lennie's Lines 5:36
2. My Melancholy Baby 7:45
3. Oceans Deep 4:04
4. That Trading Feeling 5:48
5. You Go to My Head (J. Fred Coots) 6:55
6. London Blues 4:19
7. There Will Never Be Another You (Harry Warren, Mack Gordon) 5:12
8. Session Wave 5:59
9. Movin' Along 3:51
10. Trio Lines 7:42
11. Lennie's Place 6:41

### CD5 (Lennie Tristano and Sonny Dallas)
1. Duo Days 4:55
2. Dream Sequence 7:09
3. Melancholy Up 5:08
4. Forever Lines 10:18
5. Friends 4:16
6. You Go To My Head (Coots) 9:45
7. I Should Care (Axel Stordahl, Paul Weston, Sammy Cahn) 7:18
8. Lennie's Groove 9:14

### CD 6 (Lennie Tristano Quartet/Lennie Tristano Trio/Lennie Tristano Quintet)
1. Transformations 2:30
2. Dialogue 2:28
3. Digression Expanse 3:11
4. Pinochle Jump 2:00
5. Story 3:12
6. Ensemble Tune 2:17
7. Formation 3:30
8. Sonny's Variation 1:07
9. Swingin' at the Half Note 8:41
10. Lennie's Dream 7:09
11. Smilin' Groove 5:09
12. Mine 0:51
13. Hudson Street 9:06
14. How Deep Is the Ocean (Irving Berlin) 10:41

Wenn nicht anders vermerkt, stammen die Kompositionen von Lennie Tristano.

## Rezeption

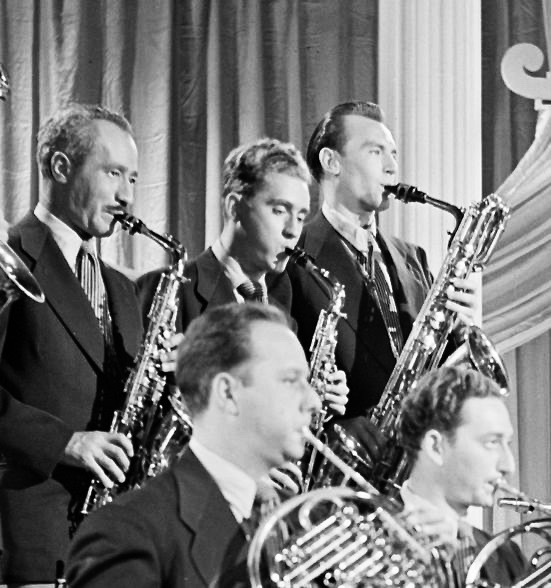
Lee Konitz (zwischen Danny Polo und Bill Bushing) bei einer Studiosession, New York, ca. September 1947 (Foto: Gottlieb)

Nach Ansicht von George W. Harris, der das Album in Jazz Weekly rezensierte, sei Tristanos Einfluss noch heute spürbar, auch wenn der Pianist schon früh aus der Musikszene ausgestiegen ist und nicht viel Material aufgenommen hat. Die Soloaufnahmen von 1952/62 aus Tristanos Heim und dem Studio von Rudy Van Gelder beleuchten die starke und dominante linke Hand des Pianisten, die Anleihen sowohl aus der Stride- als auch der Bop-Schule zeige, auf seinen eigenen Stücken auf dem geschmeidigen „Lennie's Blues“ und „New Pennies“. Die Musik strotze nur so vor eigenwilligen Harmonien, während seine Interpretation von „When Your Lover Has Gone“ und „These Foolish Things“ (ebenfalls zu „Foolish Again“ püriert) eine kreative und ikonoklastische Brillanz offenbare. Zu den Höhepunkten des Albums
zählt Harris die Sessions mit Lee Konitz, Warne Marsh, Billy Bauer, Arnold Fishkin bzw. Joe Shulman und Jeff Morton; diese frei fliegenden, impressionistischen Stücke seien erhaben und dennoch herausfordernd, mit Konitz in herrlich eisiger Form auf „Sound Lee“ und „Ice Cream Konitz“, und zusammen mit Marsh auf einem umwerfenden „Sax of a Kind“. Dies sei Material, das einen nicht mehr loslasse.
Marc Myers schrieb in JazzWax, nun würden die Privataufnahmen ein neues Fenster in dessen Improvisations- und Stückentwicklungsprozess öffnen, seinen ungewöhnlichen Klavierstil und seine kühne Fingerfertigkeit. Dennoch sei diese Edition weniger empfehlenswert für Hörer, die mit Tristano nicht vertraut sind. Das Material variiere zu sehr in Qualität und Inhalt. Wenn man jedoch ein großer Tristano-Fan ist, dann sei diese Box eine reichlich vielfältiges musikalisches Angebot im Rohzustand, die den blinden Pianisten in verschiedenen Epochen und Umgebungen präsentieren, einschließlich der Ausarbeitung von Ideen und Akkord-Voicings allein. Durch die Musik können wir hören, wie er erkundet, neue Ansätze ausprobiert und hinter Solisten spielt.
Nach der Meinung von Jim Hynes (Glide Magazine) könne die Bedeutung dieser Sammlung nicht genug hervorgehoben werden. Sie zeigten einen der unterschätzten Erneuerer des Jazzpianos, der nach über fünfzig Jahren, die seine Aufnahmen zurückliegen, endlich seinen [ihm gebührenden] Platz [in der Geschichte des Jazz] verdiene.